# Дронго волохатий
Дронго волохатий (Dicrurus bracteatus) — вид горобцеподібних птахів родини дронгових (Dicruridae).

## Поширення
Вид поширений на сході Індонезії, в Новій Гвінеї, Соломонових островах, на півночі та сході Австралії. Мешкає у тропічних вологих лісах, галерейних лісах, мусонних лісах, мангрових лісах, плантаціях, міських та заміських парках.

## Опис
Птах завдовжки 26—32 см, вагою 76—88 г. Це птах з міцною і стрункою зовнішністю, великою округлою головою, конусоподібним і міцним дзьобом, короткими ногами, довгими крилами і довгим хвостом зі збільшеним і злегка роздвоєним кінцем, кінчики якого трохи вивернуті назовні. Оперення глянцево-чорне з фіолетовим відтінком. Пір'я на грудях, шиї та хвості має блакитні кінчики. Дзьоб і ноги чорнуватого кольору, очі малиново-червоні.

## Спосіб життя
Трапляється парами або поодинці. Харчується комахами, їх личинками та іншими безхребетними, які знаходяться на землі, в польоті або серед гілок та листя дерев та кущів. Також поїдає дрібних хребетних, зерно, ягоди, нектар. Моногамний птах. Сезон розмноження залишається невідомим для багатьох острівних популяцій; австралійські птахи розмножуються з вересня до початку травня. Чашоподібне гніздо будує серед гілок дерев. У гнізді 2—5 яєць, повністю білих або рожевих, з наявністю рідкісних темно-коричнево-іржавих плям. Яйця інкубуються обидвома батьками близько двадцяти днів.

## Підвиди
Виділяють 11 підвидів:
- Dicrurus bracteatus amboinensis Gray, 1861 — поширений на півдні Молуккських островів (Серам, Амбон, Гаруку та Сапаруа);
- Dicrurus bracteatus buruensis Hartert, 1919 — ендемік острова Буру;
- Dicrurus bracteatus morotensis Vaurie, 1946 — ендемік острова Моротай;
- Dicrurus bracteatus atrocaeruleus Gray, 1861 — поширений на півночі Молуккських островів (Гальмагера, Касірута, Бакан) та на Кофіау;
- Dicrurus bracteatus carbonarius Bonaparte, 1850 — в Новій Гвінеї і прилеглих островах;
- Dicrurus bracteatus baileyi Mathews, 1912 — на півночі Австралії;
- Dicrurus bracteatus atrabectus Schodde & Mason, 1999 — на північному сході Австралії;
- Dicrurus bracteatus bracteatus Gould, 1843 — поширений уздовж прибережної смуги східної Австралії від півдня Квінсленда до Нового Південного Уельсу;
- Dicrurus bracteatus laemostictus Sclater, 1877 — острови Умбой та Нова Британія;
- Dicrurus bracteatus meeki Rothschild & Hartert, 1877 — Гуадалканал;
- Dicrurus bracteatus longirostris Ramsay, 1882 — Сан-Крістобаль.